# Liste von Burgen und Schlössern im Eichsfeld
Die Liste von Burgen und Schlössern im Eichsfeld ist ein Verzeichnis historischer Orte, wie Burgen, Schlössern,  Burgställen und Herrensitzen im Gebiet des historischen Eichsfeldes. Nicht aufgeführt sind Zier- und Nachbauten, die nie als Wohngebäude oder zur Verteidigung genutzt wurden.

## Burgen und Schlösser
In der Liste sind die wichtigsten Burgen und Schlösser aufgelistet. Eine Differenzierung zwischen kleinen Burg-/Schlossanlagen einerseits  und befestigten Ritter- oder Herrensitzen andererseits ist nicht immer klar gegeben. (HWB= häufig wechselnde Besitzer)
| Name                         | Ort / Lage                                    | Typ                       | Entstehungszeit                                                                                     | Besitzer                                                                                    | Erhaltungszustand Nutzung | Bild |
| ---------------------------- | --------------------------------------------- | ------------------------- | --------------------------------------------------------------------------------------------------- | ------------------------------------------------------------------------------------------- | --- | ---- |
| Alte Burg                    | Bornhagen                                     | Belagerungsburg?          | |                                                                                             | Wälle, Gräben |      |
| Alte Burg                    | Reifenstein                                   | Spornburg                 | etwa 10. Jahrhundert                                                                                | lokale Adelsfamilie (Grafen von Gleichen)                                                   | Wälle, Gräben |      |
| Kleine Alteburg              | Kleinbartloff                                 | Höhenburg                 | 12. Jahrhundert                                                                                     | Grafen von Gleichen                                                                         | geringe Reste |      |
| Altes Schloss                | Flinsberg                                     | Spornburg                 | |                                                                                             | Wälle, Gräben |      |
| Curtis Bernshausen           | Bernshausen inselartige Lage am Seeburger See | Fluchtburg Königspfalz    | etwa 8. Jahrhundert                                                                                 | Immedinger                                                                                  | archäologische Sicherung |      |
| Burg Bernshausen             | Bernshausen Wallhof                           | Motte                     | etwa 13. Jahrhundert                                                                                | Grafen von Lauterberg Ritter von Bernshausen                                                | archäologische Sicherung |      |
| Burg Birkenstein             | Birkungen                                     | Spornburg                 | 13. Jahrhundert                                                                                     | Grafen von Gleichenstein Kurmainz                                                           | Burggraben |      |
| Burg Stein/Bischofstein      | Lengenfeld unterm Stein                       | Spornburg                 | 11. Jahrhundert                                                                                     | Grafen von Northeim Kurmainz                                                                | Mauerreste, Gräben |      |
| Schloss Bischofstein         | Lengenfeld unterm Stein                       | Schloss                   | 1727                                                                                                | Kurmainz HWB                                                                                | Internat, Seniorenanlage |      |
| Burg Bodenstein              | Leinefelde-Worbis                             | Spornburg                 | vermutlich 11. Jahrhundert                                                                          | Herren von Bodenstein Welfen Grafen von Hohnstein Herren von Wintzingerode                  | Familienferienstätte |      |
| Wasserburg Deuna             | Deuna                                         | Wasserburg                | 13. Jahrhundert                                                                                     | Herren von Hagen Seniore Residenz Wasserburg                                                | Seniorenheim |      |
| Burg Gieboldehausen          | Gieboldehausen                                | Wasserburg                | vermutlich 10. Jahrhundert 1291 beschädigt und wieder aufgebaut im 30-jährigem Krieg stark zerstört | Stift Quedlinburg? Braunschweig-Grubenhagen Kurmainz ab 1334                                | nach 1806 wurden die Reste der Burg abgebrochen und 1854 das heutige Amtsgerichtsgebäude errichtet                               |      |
| Schloss Gieboldehausen       | Gieboldehausen                                | Schlossartiger Herrensitz | 1520 (Haus auf dem Wall)                                                                            | Herren von Minnigerode Gemeinde Gieboldehausen                                              | auf älteren Mauerresten (Wasserburg mit quadr. Turm) erbaut Nebengebäude 1970 abgerissen Herrenhaus komplett erhalten Standesamt |      |
| Burg Gleichenstein           | Wachstedt                                     | Spornburg                 | 12. Jahrhundert vermutlich Vorgängerburg Velseck                                                    | Grafen von Gleichenstein Kurmainz HWB                                                       | |      |
| Burgruine Greifenstein       | Geismar                                       | Höhenburg                 | 14. Jahrhundert                                                                                     | unbekannte Erbauer Kurmainz                                                                 | Ruinenrest |      |
| Burgruine Hanstein           | Bornhagen                                     | Höhenburg                 | vor 1070 erwähnt ab 1308 neu aufgebaut                                                              | Grafen von Northeim Kurmainz Herren von Hanstein                                            | Ruine Veranstaltungen |      |
| Harburg                      | Breitenworbis                                 | Höhenburg                 | um 1073                                                                                             | Grafen von Stade als Lehen an die Grafen von Gleichen und Landgrafen von Thüringen Kurmainz | Ruinenreste |      |
| Burg Keudelstein oder Plesse | Döringsdorf                                   | Spornburg                 | 13. Jahrhundert                                                                                     | Gottschalk von Plesse Heeren von Keudell                                                    | Grabenreste |      |
| Wasserburg Lindau            | Lindau                                        | Wasserburg                | 12. Jahrhundert                                                                                     | Graf Werner von Lindau                                                                      | nichts vermuteter Standort |      |
| Neue Burg Lindau             | Lindau                                        | Niederungsburg            | 1322                                                                                                | Herren von Plesse, Hardenberg, Braunschweig Kurmainz August Grewe                           | Mushaus |      |
| Kemenate Lindewerra          | Lindewerra                                    | Kemenate                  | | Kloster Fulda 1434 belehnt mit Herren von Hanstein                                          | Sandsteingebäude |      |
| Mainzer Schloss              | Heilbad Heiligenstadt                         | Schloss                   | 1736–1738                                                                                           | Mainzer Kurfürsten Landkreis Eichsfeld                                                      | Landratsamt Eichsfeld |      |
| Schloss Martinfeld           | Martinfeld                                    | Schlossartiger Herrensitz | 1611                                                                                                | Herren Bodungen Schloss Martinfeld e.V.                                                     | Jugendherberge |      |
| Ober- und Unterwall zu Hagen | Rüdigershagen                                 | Motte?, Wasserburg        | 13. Jahrhundert                                                                                     | Herren von Hagen                                                                            | 1525 zerstört, Grabenanlagen 1590 Rittergut, 1984 abgerissen bis auf Restgebäude                                                 |      |
| Burgruine Rusteberg          | Marth                                         | Höhenburg                 | vor 1123                                                                                            | Kurmainz HWB                                                                                | Klinik |      |
| Schloss Rusteberg            | Marth                                         | Schloss                   | 1750                                                                                                | Kurmainz HWB                                                                                | Klinik |      |
| Burg Scharfenstein           | Beuren (Leinefelde-Worbis)                    | Spornburg                 | vor 1209                                                                                            | Grafen von Gleichenstein Kurmainz Stadt Leinefelde-Worbis                                   | Veranstaltungen |      |
| Burganlage Volkerode         | Volkerode                                     | Kemenate, Rittersitz      | 12. Jahrhundert                                                                                     | Ritter von Volkerode Kurmainz Gemeinde Volkerode                                            | Wohnturm und Herrenhaus |      |
| Burg Westernhagen            | Berlingerode                                  | Wasserburg?               | 12. Jahrhundert                                                                                     | Herren von Westernhagen                                                                     | Wall und Graben |      |
| Burg Worbis                  | Worbis                                        | Wasserburg                | vor 1284                                                                                            | Herren von Worbis Wettiner Kurmainz                                                         | 1525 zerstört und 1575 niedergerissen und als Amtshaus wieder aufgebaut Fundamentreste Rathaus                                   |      |

## Verschwundene und vermutete Burgen
Hier sind verschwundene Burgen aufgeführt, von denen nur wenig Informationen vorliegen und zum Teil auch keine Relikte mehr vorhanden sind. Bei einzelnen Burgnamen ist nicht belegt, ob es sich um eine befestigte Anlage gehandelt hat. Weiterhin sind hier auch vor- oder frühmittelalterlichen Flieh- und Wallburgen und sonstige Befestigungsanlagen erwähnt.
- Bodenstein: Mühlhäuser Burg (Wallburg)
- Beuren: Burg (am heutigen Zollturm)
- Beuren: Beisenburg
- Beberstedt: Herrensitz, Brandenburg?
- Beinrode: Burg auf dem Köpfchen
- Berlingerode: Wallhof (Herrensitz?)
- Bickenriede: Hohe Lobe
- Bickenriede: namenlose Wallanlage im Wilhelmswald
- Bischofferode: Grimpel
- Brehme: Schwedenschanze
- Brehme: Burg Wildungen
- Breitenworbis: Wallburg Klei
- Breitenworbis: kleine Burganlage bei Hugenworbis
- Burgwalde: Lindenburg (keine Belege)
- Büttstedt: Kindsburg
- Desingerode: Burg
- Dingelstädt: Kirchberg
- Ershausen: Kemenate (als Vorgängerbau des Unterhofes)
- Faulungen: Spindelsburg
- Fretterode: Webelsburg
- Geismar: Hülfensberg (frühgeschichtlich, alles verschwunden)
- Haynrode: Matzenburg (Wallburg)
- Heiligenstadt: Wallburg auf der Elisabethhöhe (frühmittelalterlich)
- Heiligenstadt: Alte Burg (nicht belegt)
- Heiligenstadt: vermutete Königspfalz auf dem Stiftsberg  (gering befestigte Anlage durch Ausgrabungen belegt)
- Holungen: Urbenschanze
- Hundeshagen: Osterhagen (1525 zerstört)
- Küllstedt: Wallhof oder Tastunger Hof
- Martinfeld: Kemenate (als Vorgängerbau des Vorderhofes)
- Rhumspringe: Alte Burg (Wallburg)
- Rohrberg: Schnellecke (frühgeschichtlich)
- Rustenfelde: Kemenate (1780 abgebrochen)
- Rustenfelde: Gunzenburg
- Seeburg: Burg auf dem Steinberg fraglich, Wasserburg (1265 zerstört)
- Sonnenstein: Urbenschanze
- Tastungen: Burg/Schloss
- Teistungen: Teistungenburg[6]
- Thalwenden: Winzenburg (keine Belege)
- Volkerode: Goburg
- Wehnde: Rundelchen
- Werleshausen: Liebenberg (Fliehburg)
- Westhausen: Kemenate (1525 zerstört)
- Wintzingerode: Graf Ernstburg (frühgeschichtliche Wallanlage)
- Worbis: Burg bei der ehemaligen Stadtmühle

Folgende Burgen sind erwähnt, ihre genaue Lage ist aber nicht eindeutig bekannt:
- Burg Velsecke (1246) (vermutlich Vorgängerbau der Burg Gleichenstein)
- Burg David (in der Nähe der Burg Scharfenstein[7], eventuell auf dem Köpfchen)

## Guts- und Herrenhäuser
Im Mittelalter unterstanden viele Dörfer kleinen Rittergeschlechtern oder niederem Dienstadel, die entweder eigene Burgbezirke besaßen oder im Auftrag eines Lehnsherren das Gebiet verwalteten. Mit Aufgabe der alten Burgen entstanden separate Gutshöfe und Herrensitze, vereinzelt auch mehrere in einem Ort.
Nachfolgend eine Auswahl von Ritter- oder Herrenhäusern: (E= mehrheitlich erhaltene Anlage, R= Ruine oder Restbestand, V= verschwunden):
- Adelsborn (V) in Kirchohmfeld
- Ober- und Unterstein (V) bei Arenshausen
- Rittergut Besenhausen (E)
- Hagenscher Gutshof (E) in Rüdigershagen
- Oberhof (E) und Unterhof (R) in Teistungen
- Karlshof (E) und Steinerhof (R) in Birkenfelde
- Oberhof und Unterhof (E) in Ershausen
- Goburg (R) bei Volkerode
- Rumerode (V) bei Birkenfelde
- Vorderhof (V) in Martinfeld
- Steinheuterode (R)
- Oberorschel (V)
- Vollenborn (E)
- Rengelrode (R)
- Herrenhof Katharinenberg (E)
- Gut Keudelstein (V) bei Hildebrandshausen
- Gut Scharfloh (V) bei Wendehausen
- Rittergut Wehnde
- Rittergut Werleshausen (E)
- Oberhof (R) und Unterhof (V) in Wahlhausen
- Gutshaus Hüpstedt (E)
- Neumühle (V) bei Worbis